# Apomempsis
Apomempsis is een kevergeslacht uit de familie van de boktorren (Cerambycidae). De wetenschappelijke naam van het geslacht werd voor het eerst geldig gepubliceerd in 1864 door Pascoe.

## Soorten
Apomempsis omvat de volgende soorten:
- Apomempsis bufo (Chevrolat, 1855)
- Apomempsis densepunctata Breuning, 1939
- Apomempsis similis Breuning, 1939